# Пессано-кон-Борнаго
Пессано-кон-Борнаго (итал. Pessano con Bornago) — коммуна в Италии, в провинции Милан области Ломбардия.
Население составляет 8306 человек, плотность населения составляет 1384 чел./км². Занимает площадь 6 км². Почтовый индекс — 20060. Телефонный код — 02.
Покровителями города почитаются святые Виталий и Валерия Миланские, святой Корнелий, папа Римский, и святитель Киприан Карфагенский, святая Аполлония Александрийская. Празднование 9 февраля. 